# Sandy Harbutt
Sandy Harbutt (1941 – 21 de novembre de 2020) va ser un actor, escriptor i director australià, conegut sobretot per la pel·lícula de motoristes fora de la llei  Stone (1974), protagonitzada pel seu amic Ken Shorter. Tot i que va tenir molt d'èxit a taquilla i es va convertir en un clàssic de culte, va ser l'únic llargmetratge que va dirigir. Va estar casat amb l'actriu Helen Morse.

## Biografia
Harbutt va néixer a Randwick, Nova Gal·les del Sud i va estudiar dret abans de dedicar-se a la publicitat i després a la interpretació. Va treballar extensament en teatre, particularment al Teatre Ensemble de Sydney. Una de les primeres aparicions a la televisió va ser amb Shorter, com una parella de surfistes  Bondi que van assetjar els nens Wells en un episodi en color de 1967 de Adventures of the Seaspray. Va tenir un paper regular a la sèrie de televisió australiana de curta durada de 1970 The Long Arm.
Després de fer "Stone", va abandonar en gran manera la interpretació a la pantalla, tot i que va concedir entrevistes retrospectives per a documentals sobre la pel·lícula i el seu lloc en el renaixement del cinema australià a Not Quite Hollywood: The Wild, Untold Story of Ozploitation!. Harbutt va morir el 21 de novembre de 2020 a l'Hospital Wollongong, als 79 anys.

## Projectes no fets
Harbutt només va fer un llargmetratge. Entre els projectes que va intentar dur a terme hi havia:
- Strike sobre el Builders Labourers Federation[4]
- una adaptació cinematogràfica de Drums of Mer d’Ion Idriess[5]
- The Reaper sobre un criminal de guerra nazi a Austràlia Occidental[4]
- Action una mirada a la indústria cinematogràfica a través dels ulls d'un especialista[4]

El 2009 es va informar que estava treballant en un musical de ciclistes.
El productor David Hannay, que va treballar amb Harbutt a "Stone", va dir que l'experiència més "negativa" que va tenir com a cineasta en una carrera de més de tres dècades va ser no aconseguir finançament perquè Harbutt fes una altra pel·lícula:
| « | Per què he fracassat? Què em passa? He fallat a aquesta persona que és una part tan important de la meva vida, a aquesta persona amb un talent enorme, a aquest ésser humà extraordinari, i l'he fallat totalment i absolutament. Realment és el punt més baix de la meva vida; Si realment m'hi poso els pèls de punta, m'enfado molt... Hauria d'haver marcat la diferència. Perquè hauria d'haver estat capaç de fer-ho realitat. Té molt més talent que 999 de les 1000 altres persones que conec... Entens, és clar, que és el seu propi productor. No es tracta de si aniria a un altre productor. Si es sentís així inclinat, ho faria. Però, a part de tot, Sandy necessita algú que estigui disposat a implicar-se en allò que ell vol fer i que s'hi comprometi. Això és una cosa de la qual hauries de parlar amb ell. | » |

## Filmografia

### Cinema
- The Runaway (1966)
- Color Me Dead (1969) com a Chester
- Squeeze a Flower (1970) com a veremador
- Crisis (1972)
- Stone (1974) com a Undertaker[8]

### Televisió
- Skippy the Bush Kangaroo (1968, episodi 48: Rockslide)
- The Long Arm (1970) com a Det. Kim Riverton